# Timnath
Timnath é uma cidade  localizada no estado americano de Colorado, no Condado de Larimer.

## Demografia
Segundo o censo americano de 2000, a sua população era de 223 habitantes.
Em 2006, foi estimada uma população de 213, um decréscimo de 10 (-4.5%).

## Geografia
De acordo com o United States Census Bureau tem uma área de
0,6 km², dos quais 0,6 km² cobertos por terra e 0,0 km² cobertos por água. Timnath localiza-se a aproximadamente 1483 m acima do nível do mar.

## Localidades na vizinhança
O diagrama seguinte representa as localidades num raio de 24 km ao redor de Timnath.